# Narator obiectiv
Obiectivismul este  modul în care naratorul (personajul povestitor), privește dintr-o perspectivă detașată desfășurarea acțiunii unei opere. Naratorul obiectiv este de regulă și unul omniscient, adică un narator care știe totul despre personajele sale (acțiuni viitoare, gânduri, frământări, aspirații etc).
De asemenea, narațiunea se face la persoana a III-a, naratorul neimplicându-se în acțiunea textului. 